# Efecto invernadero desbocado
Un efecto invernadero desbocado es un proceso en el que una retroalimentación positiva neta entre la temperatura de la superficie y la opacidad atmosférica aumenta la fuerza del efecto invernadero en un planeta hasta que sus océanos se evaporan. Se cree que un ejemplo de esto sucedió en la historia temprana de Venus. En la Tierra, el IPCC afirma que "un 'efecto invernadero desbocado', análogo a [el de] Venus, parece no tener prácticamente ninguna posibilidad de ser inducido por actividades antropogénicas".
Otros cambios climáticos a gran escala a veces se conocen como un "efecto invernadero desbocado", aunque no es una descripción apropiada. Por ejemplo, se ha formulado la hipótesis de que pueden haber ocurrido grandes liberaciones de gases de efecto invernadero al mismo tiempo que el evento de extinción Pérmico-Triásico o el Máximo Térmico Paleoceno-Eoceno. Otros términos, como "cambio climático abrupto" o puntos de inflexión podrían utilizarse al describir dichos escenarios.

## Conexión con la habitabilidad

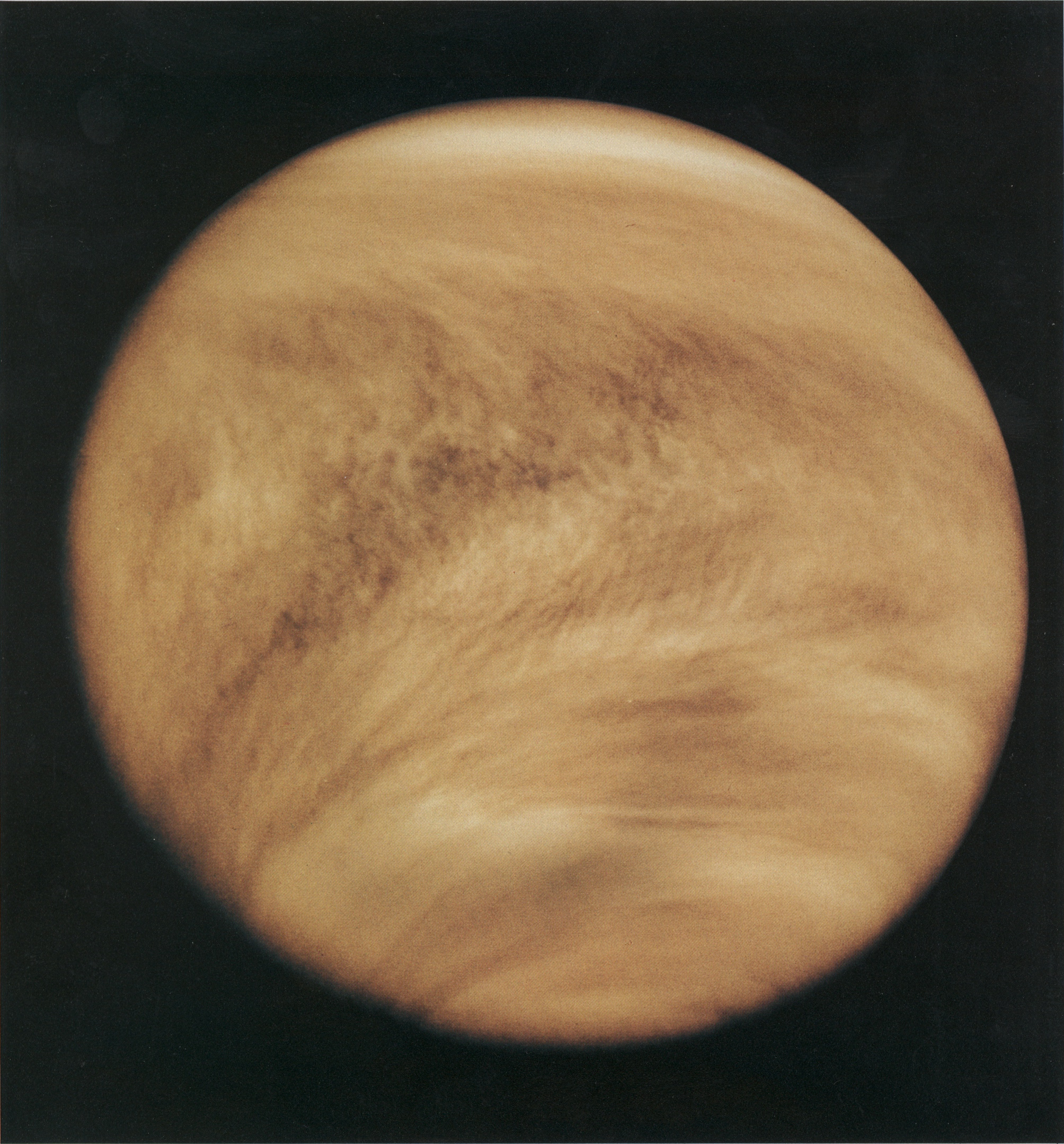
Los océanos de Venus pueden haberse evaporado en un efecto invernadero desbocado.

El concepto de zona habitable ha sido utilizado por científicos planetarios y astrobiólogos para definir una región orbital alrededor de una estrella en la que un planeta (o luna) puede sostener agua líquida. Según esta definición, el borde interno de la zona habitable (es decir, el punto más cercano a una estrella que un planeta puede tener, para sostener agua líquida) está determinado por el punto en el que se produce el proceso de invernadero fuera de control. Para las estrellas similares al Sol, se estima que este borde interno se encuentra a aproximadamente el 84% de la distancia desde la Tierra al Sol, aunque la retroalimentación como el aumento del albedo inducido por las nubes podría modificar esta estimación.